# Livre d'alphabétisation

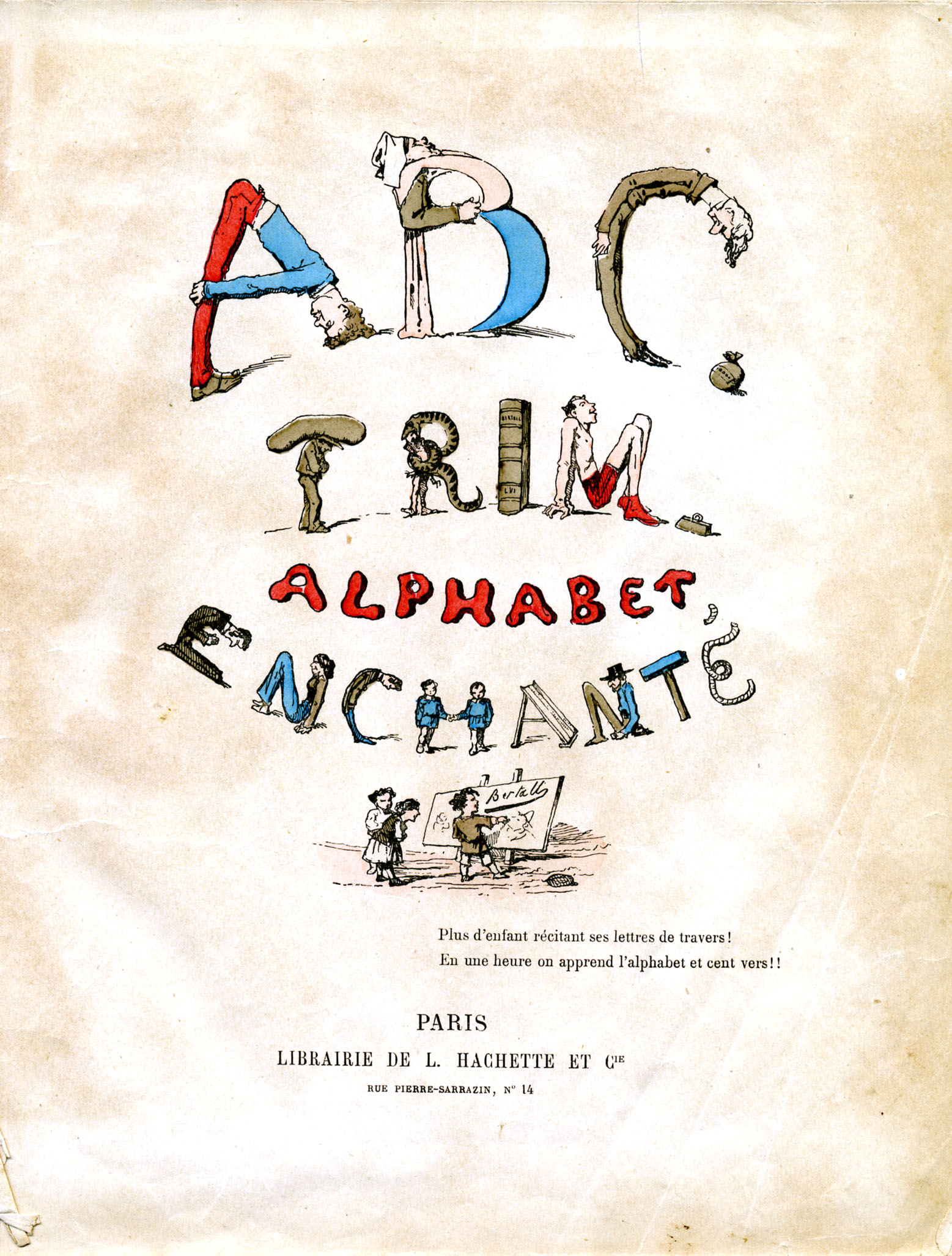
Page couverture de ABC. Trim, alphabet enchanté (1861) de Louis Gustave Fortuné Ratisbonne.

Un livre d'alphabétisation s'adresse principalement aux enfants en bas âge. Il comprend les lettres de l'alphabet à apprendre, lesquelles sont souvent accompagnés d'images ou de mots. Quelques livres d'alphabétisation montrent des lettres en majuscules et en minuscules, tout comme des mots qui commencent par une lettre précise. Ils peuvent contenir des phrases, des paragraphes ou des pages complètes qui mettent en évidence des lettres, présentées de façon créative. En langue française, des ouvrages peuvent aussi montrer des graphies complexes (par exemple, en, ai, ien et eu).

## Histoire
L'ouvrage en latin Enschedé Abecedarium, daté de la fin du XVe siècle et traduit en anglais sous le titre de Salisbury Prymer, est l'un des premiers exemples de livre d'alphabétisation imprimé. Il montre l'alphabet et plusieurs prières catholiques.

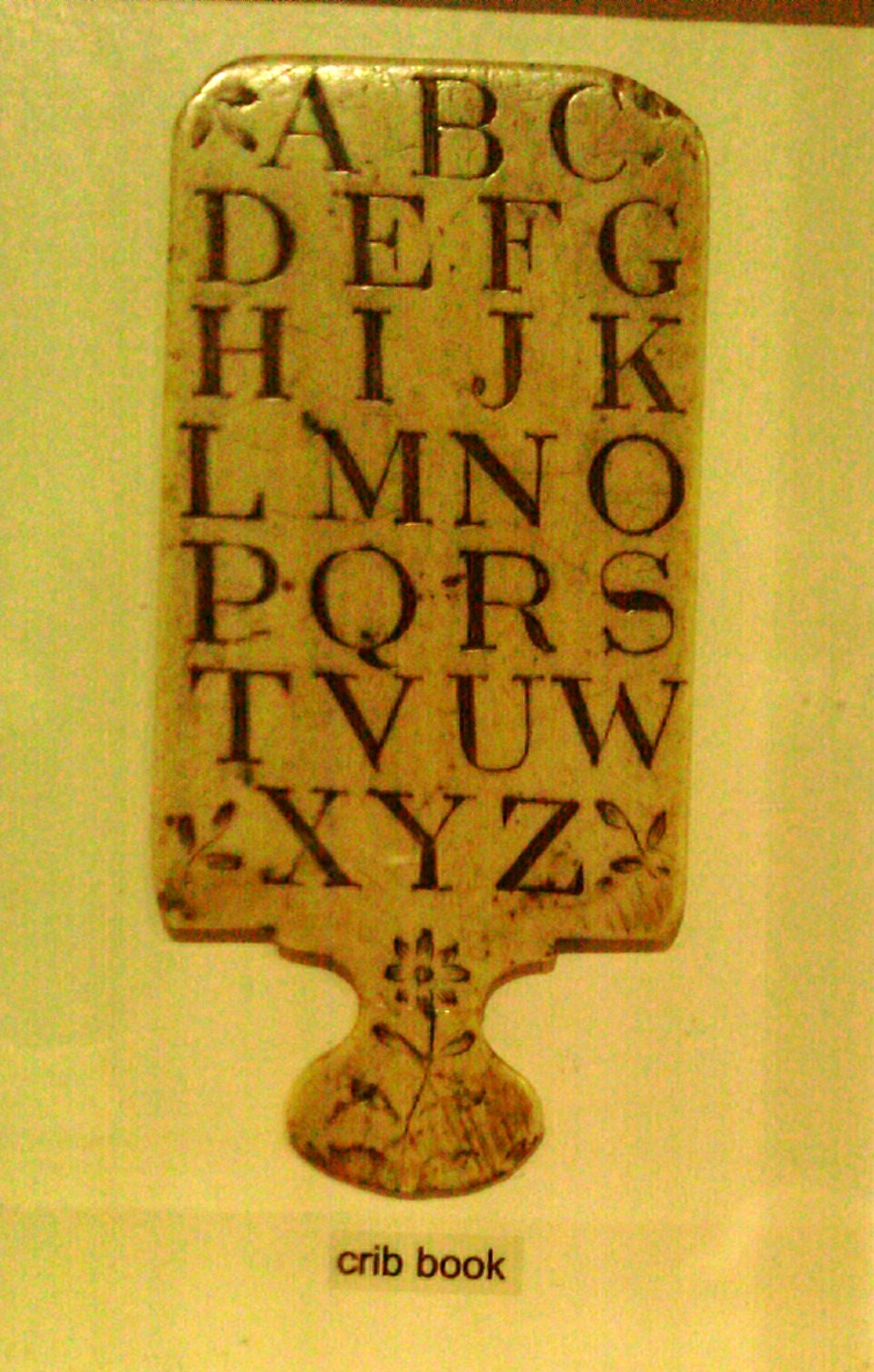
Un hornbook.

Avant l'avènement de l'éducation obligatoire dans les pays anglo-saxons, les enfants à éduquer recevaient une feuille qui comportait l'alphabet et des textes religieux, laquelle était protégée par une feuille transparente fabriquée à partir de corne ou de mica. La feuille pouvait être insérée dans un cadre et attachée à une poignée,.